# Passignano sul Trasimeno
Passignano sul Trasimeno – miejscowość i gmina we Włoszech, w regionie Umbria, w prowincji Perugia.
Według danych na rok 2004 gminę zamieszkiwało 5048 osób, 62,3 os./km².